# Saint-Armel, Ille-et-Vilaine
Saint-Armel (bretonska: Sant-Armael) är en kommun i departementet Ille-et-Vilaine i regionen Bretagne i nordvästra Frankrike. Kommunen ligger i kantonen Châteaugiron som tillhör arrondissementet Rennes. År 2022 hade Saint-Armel 2 344 invånare.

## Befolkningsutveckling
Antalet invånare i kommunen Saint-Armel
Referens:INSEE